# Stazione di Mentone-Garavan
La stazione di Mentone-Garavano è uno scalo ferroviario della Francia posto sulla linea ferroviaria Marsiglia-Ventimiglia. La stazione serve il quartiere mentonasco del Garavano (oggi Garavan) e si trova a solo 1 km dalla frontiera con l'Italia.
È stata aperta nel 1869, è costituita da due binari ed è servita dai treni del TER PACA (Trasporto regionale della PACA).